# Caifanes
Caifanes er en mexicansk rock en español-gruppe, som blev dannet i 1987 og opløst i 1995, og gendannet i 2011. Gruppen var medvirkende til at genoplive rockmusik sunget på spansk i Mexico.
Gruppens første album, Caifanes (også kendt som Matenme porque me muero og Volumen I) blev udgivet i august 1988. Dets vigtigste sange er "Viento", "Matenme porque me muero", "Cuéntame tu vida" og "La negra Tomasa", hvor sidstnævnte blev et hit der gav gruppen større opmærksomhed i medierne. De nævnte sange, bortset fra "La negra Tomasa", minder om The Cures musikstil. "La negra Tomasa" ligner mere en cumbia, der er en populær musikstil langs Mexicos kyster og i Sydamerika (primært Colombia og Venezuela), og bebudede hvilken retning gruppens fremtidige musik ville tage. Gustavo Cerati fra Soda Stereo spillede guitar på sangen "La bestia humana".
Caifanes. Volumen II (bedre kendt som El diablito), der blev udgivet i 1990, bekræftede gruppens stilmæssige blanding af dystre og latinamerikanske musikrytmer. Et eksempel er gruppens største hit, "La célula que explota", der kombinerer mariachimusik med post-punk-rock.
To år senere blev El silencio udgivet. Med singler som "No dejes que..." og "Nubes" slog Caifanes sin position fast. Fanskaren voksede, og i august 1992 gav de en udsolgt koncert i Hollywood Palladium i USA. På det tidspunkt var rock en español-genren igen i fuldt vigør. I april 1993 forlod Sabo Romo og Diego Herrera gruppen.
Albummet El nervio del volcán blev udgivet i 1994. Sangene på albummet havde en hårdere lyd, men gruppens stil var stadig genkendelig i hits som "Afuera", "Ayer me dijo un ave" og "Aquí no es así".
I 1995 blev Caifanes opløst på grund af kunstneriske og juridiske stridigheder mellem Saúl Hernández og Alejandro Marcóvich, primært gående på anvendelsen af navnet "Caifanes", som var registeret og varemærkebeskyttet i Marcóvichs navn.
I slutningen af 1990'erne dannede Saúl Hernández gruppen Jaguares, hvis musikstil ligner Caifanes'. Jaguares' koncerter består primært af Caifanes-sange.
Den 14. december 2010 offentliggjorde gruppen, at den ville blive genoplivet i forbindelse med festivalerne Vive Latino og Coachella i 2011, efter forsoning mellem Hernández og Marcovich. Gruppen har siden medvirket i andre festivaler samt givet koncerter i Mexico, USA og Colombia.

## Medlemmer
- Saúl Hernández (1987-1995, 2011-): Vokaler, guitar
- Alfonso André (1987-1995, 2011-): Trommer og percussion
- Diego Herrera (1987-1993, 2011-): Keyboards, saxofon og jarana
- Alejandro Marcóvich (1989/1990-1995, 2011-): Guitar og jarana
- Salvador "Sabo" Romo (1987-1993, 2011-): Basguitar, guitar

### Gæstemedlemmer
- Federico Fong: Basguitar
- Jose Manuel Aguilera: Guitar
- Stuart Hamm: Basguitar
- Gustavo Cerati: Guitar
- Adrian Belew: Guitar
- Yann Zaragoza: Keyboards
- Cecilia Toussaint: Kor

## Diskografi
- Caifanes (1988) – også kendt som Matenme porque me muero og Volumen I
- Caifanes. Volumen II (1990) – også kendt som El diablito
- El silencio (1992)
- El nervio del volcán (1994)
- La historia (1997) – største hits

## Ekstern henvisning
- Caifanes-fanside Arkiveret 3. marts 2007 hos  Wayback Machine